# Municipio de Sundown
El municipio de Sundown (en inglés: Sundown Township) es un municipio ubicado en el condado de Redwood en el estado estadounidense de Minnesota. En el año 2010 tenía una población de 185 habitantes y una densidad poblacional de 1,99 personas por km².

## Geografía
El municipio de Sundown se encuentra ubicado en las coordenadas 44°19′7″N 95°3′25″O / 44.31861, -95.05694. Según la Oficina del Censo de los Estados Unidos, el municipio tiene una superficie total de 93 km², de la cual 93 km² corresponden a tierra firme y (0,01 %) 0,01 km² es agua.

## Demografía
Según el censo de 2010, había 185 personas residiendo en el municipio de Sundown. La densidad de población era de 1,99 hab./km². De los 185 habitantes, el municipio de Sundown estaba compuesto por el 98,38 % blancos, el 1,08 % eran asiáticos y el 0,54 % eran de una mezcla de razas. Del total de la población el 0 % eran hispanos o latinos de cualquier raza.